# Alva V. Ebersole
Alva Vernon Ebersole (1919), fue una hispanista estadounidense.
Alva Ebersole estudió en la Universidad Iberoamericana Ciudad de México. Enseñó en la Universidad de Illinois, Adelphi University, y por muchos años en la Universidad de Carolina del Norte en Chapel Hill.
Especialista en el teatro español del Siglo de Oro y del siglo XVIII, publicó El ambiente español visto por Juan Ruiz de Alarcón, José de Cañizares: dramaturgo olvidado del siglo XVIII, (Madrid: Ínsula, 1974), Los sainetes de Ramón de la Cruz: nuevo examen, (Valencia: Albatros, 1983), Disquisiciones sobre El burlador de Sevilla, de Tirso de Molina (Fray Gabriel Téllez) (Salamanca: Almar, 1980), Perspectivas de la Comedia (Albatros, s. n., 1979), Sobre arquetipos, símbolos y metateatro (Valencia: Albatros, 1988) y La obra teatral de Luciano Francisco Comella (1789-1806) (Valencia: Albatros, 1985).
Editó La verdad sospechosa de Juan Ruiz de Alarcón (Madrid: Cátedra, 1972) y sus Obras completas (Valencia: Albatros Hispanófila, 1990), así como las Sentencias filosóficas de Quevedo, El patrañuelo de Juan de Timoneda, la Reprobación de las supersticiones y hechizerías del padre Pedro Ciruelo y piezas teatrales de Pedro Calderón de la Barca (La desdicha por la voz); Lope de Vega (El galán Castrucho y Las ferias de Madrid y La vitoria de la honra); Agustín Moreto (El narciso en su opinión); Antonio Mira de Amescua (La desgraciada Raquel); Antonio de Zamora (El hechizado por fuerza) y Luciano Francisco Comella (El abuelo y la nieta), y fundó la revista Hispanófila, que ha publicado una serie de anejos.
- Datos: Q5671286